# Железнодорожный транспорт в Гондурасе

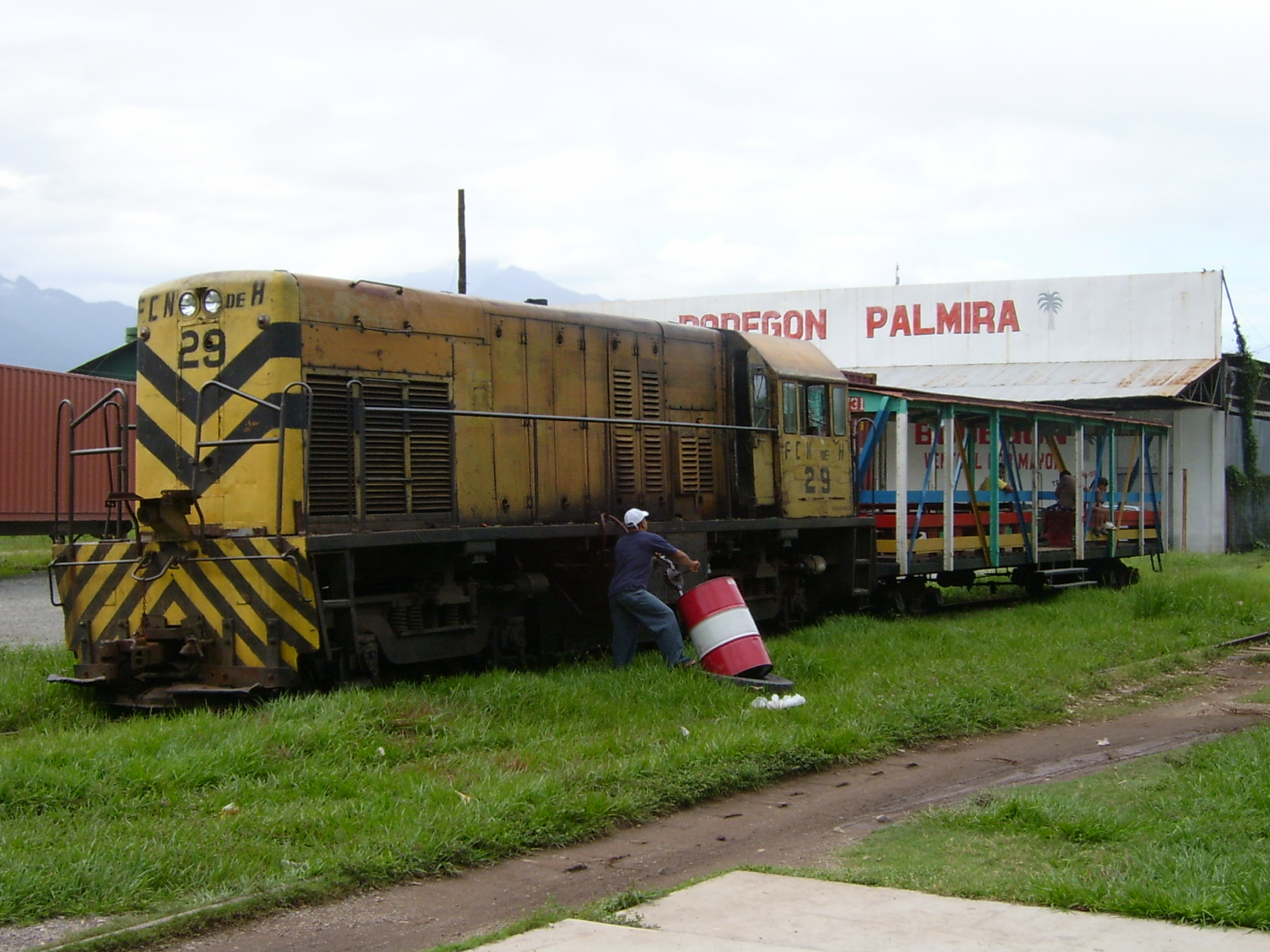
Пассажирский поезд в Ла-Сейбе 11 января 2005 года. Механик заправляет топливо в бак локомотива вручную из бочки. К локомотиву прицеплен раскрашенный пассажирский вагон, переделанный из товарного, у которого сняли боковые стенки.

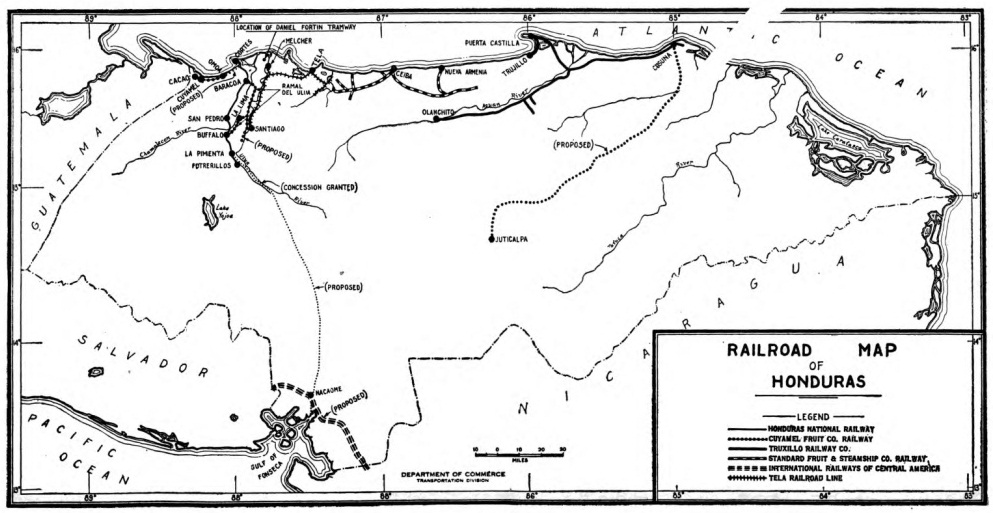
Карты железных дорог Гондураса в 1925 году

Железные дороги в Гондурасе были построены в конце XIX — начале XX века двумя американскими конкурирующими корпорациями — United Fruit Company (управлялась железнодорожной компанией Tela) и Standard Fruit Company (была национализирована и в настоящее время управляются государственной железнодорожной компанией FNH — Ferrocarril Nacional de Honduras, Национальная железная дорога Гондураса).

## История
В 1884 году Гондурас и США подписали договор Сото - Кейта, в соответствии с которым компаниям США были предоставлены концессии для строительства железных и шоссейных дорог.
Первая железная дорога для вывоза урожая с банановых плантаций в морские порты была построена еще в 1900-1902 годы. В дальнейшем протяженность железнодорожной сети постепенно увеличивалась. В 1910 году общая длина железных дорог страны составляла 234 версты. Поскольку железные дороги строились частными компаниями ("Standard Fruit Company" - 600 км; "Tela Railroad Company" - 190 км и др.), часть железнодорожной сети имеет ширину колеи 1067 мм, другая часть — 914 мм. В 1924 году общая протяженность железных дорог страны составляла 1502 км
Начавшийся в 1929 году всемирный экономический кризис осложнил положение в экономике страны и замедлил развитие железнодорожного транспорта. В 1948 году общая протяженность железных дорог страны составляла 1,1 тыс. км.
В 1958 году в собственность государства перешла первая железнодорожная линия (Пуэрто-Кортес — Сан-Педро-Сула). В 1969 году общая протяженность железных дорог страны составляла 1,2 тыс. км. Ухудшение отношений с Сальвадором в 1969 году и «100-часовая война» в июле 1969 года осложнили положение в стране, необходимость ремонта дорог в условиях дефицита бюджета стала одной из причин проведения налоговой реформы. В дальнейшем, до 1974 года общая протяжённость железных дорог составляла 1,3 тыс. км. В 1975 году правительством была национализирована ещё одна из железных дорог.
В 1983 году была национализирована ещё одна часть железнодорожной сети (принадлежавшая американской компании "Standard Fruit Company").
Управляющая железными дорогами государственная компания стала называться FNH (Ferrocarril Nacional de Honduras, Национальная железная дорога Гондураса).
В 2005 году общая протяжённость железных дорог страны составляла 699 км, при этом большую часть из них составляли узкоколейные железнодорожные линии. Только 235 км железных дорог в это время находилось в собственности государства.
Обе системы были расположены в Северо-Центральной и северо-западной прибрежной территории Гондураса и осуществляли грузовые и пассажирские перевозки.

## Современное состояние
Все железные дороги находятся на территориях, примыкающих к побережью Карибского моря, поскольку строились прежде всего для доставки фруктов в морские порты, поэтому железнодорожный транспорт обошел столицу страны стороной.
В 1993 году сеть железных дорог, управляемых обеими компаниями, составляла 785 км. На 2006 год оставались в эксплуатации только три отдельных сегментах, управляемых FNH:
- Сан-Педро-Сула — Пуэрто Кортес (50 км). В основном грузовые перевозки, по большей части пиленого леса. В 2004 году пассажирское движение было отменено, однако в конце 2010 года пригородные поезда, рассчитанные также и на туристов, снова стали ходить из Сан-Педро-Сула.
- Городская железная дорога в Ла-Сейбе (3 км). Пассажирское сообщение между центром города и западным пригородом Колония Ситрамакса
- Линия между Ла-Унион (деревня возле Ла-Сейбы) и Национальным парком Куэро у Саладо (9 км). Транспортировка кокосовых орехов на завод по их переработке, а также перевозка туристов в национальный парк

Железнодорожная линия FERISTSA должна была пройти через Гондурас и соединить Мексику с Панамой. Линия построена не была.
В 2013 году было объявлено, что правительство Гондураса и китайская компания China Harbour Engineering (CCEC) выражают интерес в создании железной дороги, соединяющей гондурасские побережья двух океанов. Практических шагов по ее строительству пока не осуществляется.

## Железнодорожные связи со смежными странами
- Сальвадор — нет, одинаковая колея 914 мм.
- Гватемала — нет, одинаковая ширина колеи 914 мм.
- Никарагуа — нет, железные дороги шириной колеи 1435 мм и 1067 мм закрыты 31 декабря 1993 года и разобраны.